# Cats Without Claws
Cats Without Claws è il dodicesimo album in studio della cantautrice statunitense Donna Summer, pubblicato nel settembre del 1984 dall'etichetta Geffen.

## Successo commerciale
L'album non ha ottenuto molto riscontro, raggiungendo la sola 40ª posizione nella classifica statunitense e la 69ª in quella britannica. Per via del poco successo l'album fu etichettato come un flop.

| Recensione | Giudizio |
| ---------- | -------- |
| AllMusic   |          |

## Tracce
Lato A
1. Supernatural Love – 3:33 (Michael Omartian, Bruce Sudano, Donna Summer)
2. It's Not the Way – 4:22 (Omartian, Summer)
3. There Goes My Baby – 4:05 (Benjamin Nelson, Lover Patterson, George Treadwell)
4. Suzanna – 4:29 (Omartian, Summer)
5. Cats without Claws – 4:20 (Omartian, Summer)

Lato B
1. Oh Billy Please – 4:55 (Omartian, Summer)
2. Eyes – 4:45 (Omartian, Summer)
3. Maybe It's Over – 4:43 (Summer)
4. I'm Free – 4:29 (Omartian, Sudano, Summer)
5. Forgive Me – 4:30 (Dony McGuire, Reba Rambo)

## Classifiche
| Classifica (1984) | Posizione massima |
| ----------------- | ----------------- |
| Germania          | 39                |
| Norvegia          | 15                |
| Paesi Bassi       | 19                |
| Regno Unito       | 69                |
| Stati Uniti       | 40                |
| Svezia            | 10                |
| Svizzera          | 13                |